# Festival Eurovisão da Canção Júnior 2009
O Festival Eurovisão da Canção Júnior 2009 (em inglês: Junior Eurovision Song Contest 2009; em francês: Concours Eurovision de la Chanson Junier 2009;  em ucraniano: Дитячий конкурс Євробачення 2009) foi a sétima edição do Festival Eurovisão da Canção Júnior. Foi realizada em Kiev, na Ucrânia, no dia 21 de Novembro de 2009. Para a edição de 2009, foram confirmados em 8 de Junho de 2009, pela EBU, treze países participantes. O país vencedor da competição foi a Holanda, com Ralf Mackenbach, e a sua música "Click-Clack", que conquistou 121 pontos. No dia 3 de Outubro de 2009, todos os países já se encontravam com um representante escolhido por via interna ou através de festivais abertos à votação do público. Nos dias 12 de Outubro|12 e 13 de Outubro de 2009, numa reunião entre a União Europeia de Radiodifusão e a Companhia de Televisão Nacional da Ucrânia (ou NTU), foram apresentados vários aspectos fundamentais sobre o festival, como a ordem de actuação, o formato dos cartões postais, o design do palco e a operação televisiva pensada para o festival. A 19 de Outubro de 2009, foram apresentados os apresentadores da edição de 2009 do festival. Ani Lorak (representante da Ucrânia na Eurovisão 2008), Timur Miroshnichenko (famoso apresentador e comentador de televisão na Ucrânia, que traduz todos os eventos eurovisivos no país) e Dmytro Borodin (participante nas finais ucranianas para a Eurovisão de 2007, 2008 e 2009, com apenas 12 anos em 2009), serão os apresentadores do Festival Eurovisão da Canção Júnior 2009. No início de Novembro de 2009, o festival foi posto em causa, devido ao surto de Gripe A/H1N1 na Ucrânia. Depois de uma reunião com o Gabinete de Ministros Ucranianos, ficou oficialmente declarado que o festival manter-se-ia na sua data primária, no entanto seria possível que se venha a realizar sem audiência no local do evento. Entretanto serão tomadas várias medidas de precaução e prevenção para com os artistas e respectivas delegações. Não obstante, a 5 de Novembro, chegou ao Sports Palace de Kiev o primeiro de vários camiões, com os materiais necessários à montagem de toda a infra-estruturas para o evento. É no Festival Eurovisão da Canção Júnior 2009, que será interpretada a 100º canção interpretada na Eurovisão Júnior. A feliz contemplada com este número, é a Arménia, com a canção "Barcelona" (Բարցելոնա) (referente ao clube de futbol da cidade de Barcelona), e interpretada por Luara Hayrapetyan. No dia 16 de Novembro de 2009, foi oficialmente inaugurada a semana da Eurovisão, e iniciaram-se os trabalhos relacionados com a sétima edição do festival.

## Local

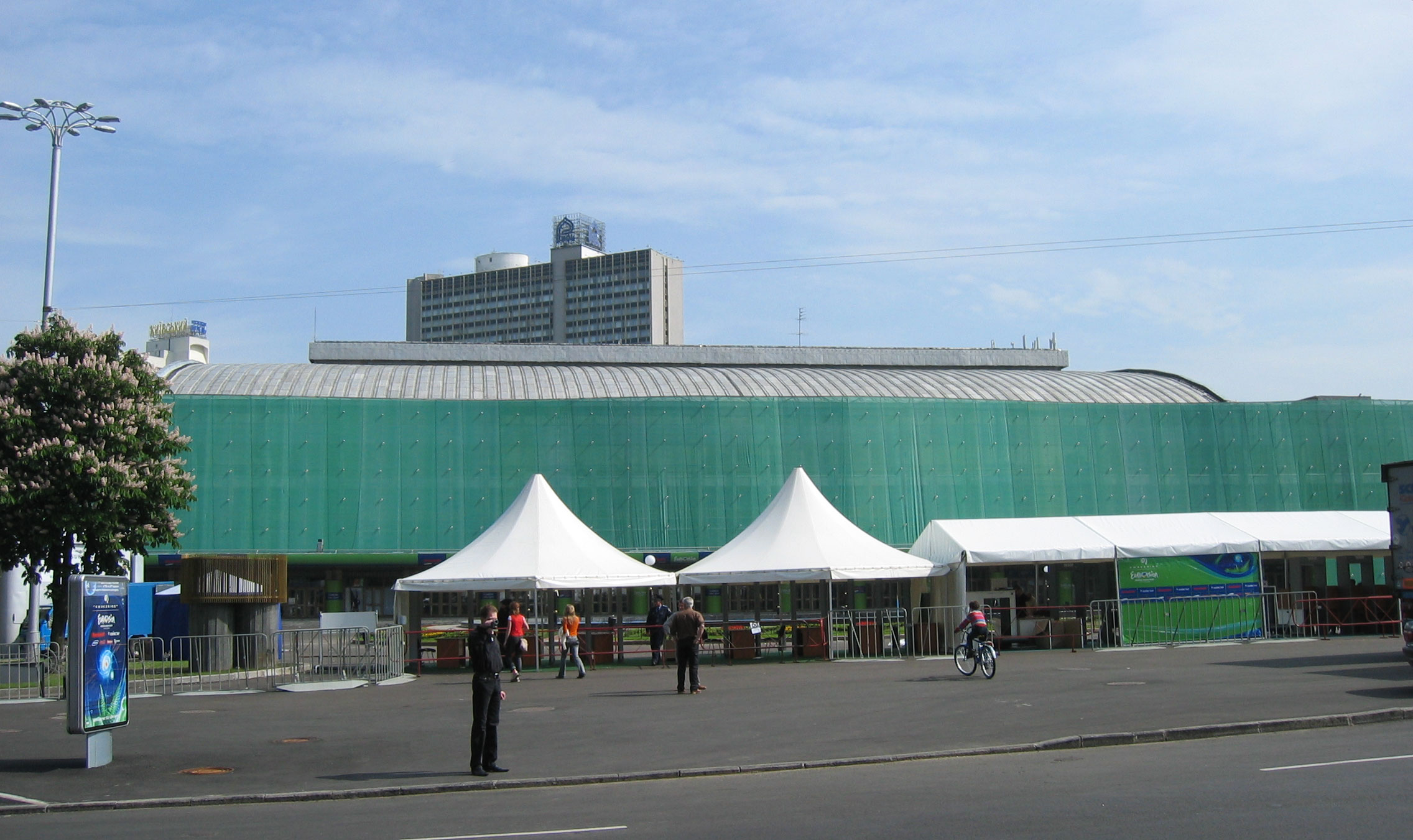
Sports Palace de Kiev, em 2005, pela ocasião da 50º Eurovisão Sénior.

A União Europeia de Rádiodifusão (EBU) convidou todas as estações televisivas interessadas em organizar o Festival Eurovisão da Canção Júnior 2009, a apresentarem as suas candidaturas; no final, foram aceites apenas três candidaturas, uma da Bielorrússia (que viria a ser escolhida para organizar o evento em 2010, a oitava edição do festival, na sua capital, Minsk), uma candidatura da Sérvia e outra da Ucrânia (a candidatura escolhida). A TV4 da Suécia, originalmente lançou uma candidatura ainda durante o Verão de 2007, mas cedo desistiu da ideia, depois de decidir desistir completamente do evento. Depois de deliberações por parte da EBU, a Companhia Nacional de Televisão da Ucrânia, foi congratulada com os direitos do concurso de 2009, e irá realizar o mesmo em Kiev, no Sports Palace de Kiev, que possuí uma capacidade para 6,000 espectadores ao vivo, em concertos. Anteriormente, a Ucrânia, já havia organizado o Festival Eurovisão da Canção 2005, festival este, o mais importante da "família eurovisiva", e também ele organizado pela Companhia Nacional de Televisão da Ucrânia, e no Sports Palace de Kiev.

## Tema e Visual

### Conceito e logotipo
O logotipo do festival intitulado de "Tree of life" é baseado no trabalho artístico "Sunflower of life" de Maria Primachenko, uma reconhecida artista pintora folk ucraniana. O design criativo do espetáculo foi baseado no logotipo do festival, assim como os trabalhos e ideias de Primachenko para a concepção do evento, intitulado de "For the joy of people" (Para o divertimento das pessoas). Os cartões postais começaram com a música criada especificamente para o festival, posteriormente apareceu a bandeira e a forma geográfica do país, posto isto, foram representados no ecrã vários monumentos característicos de cada nação, no final, cada representante de cada país, introduziu-se a si próprio, tudo isto, à excepção da apresentação dos artistas, foi feito através de plasticina.

### Visual e cobertura de TV
Stephan Koval, Designer Gráfico Oficial do Festival Eurovisão da Canção 2009, realizou os tradicionais cartões postais, com a arte da plasticina, onde os jovens artistas têm um papel relevante no meio da acção. Mikael Varhelyi e Viktor Brattström desenharam o palco para o evento. Será a primeira vez no festival que a audiência estará integrada no palco em si, com dois balcões, um em cada lado do palco. O palco terá uma modesta instalação de painéis de LED. Sven Stojanovic, apontado pela NTU como o Director Multi-câmera do evento, afirmou que este festival seria diferente dos outros, havendo menos câmaras para que o festival se foque mais nos artistas em palco. A famosa greenroom, onde os artistas esperam antes e depois das suas actuações, ficará novamente localizada junto ao palco, do lado direito deste, tal como em 2007 e 2008.

## Votação
A votação do Festival Eurovisão da Canção Júnior, baseia-se em cada país atribuir 1-8, 10 e 12 pontos às suas dez canções preferidas, sendo que nunca pode votar em si próprio. A grande diferença do Festival Eurovisão da Canção Júnior, é o facto de todos os países receberem sempre 12 pontos logo de início. No final, a votação por televoto e SMS, será somada à votação efectuada pelos júris, fazendo com que a votação seja 50/50, como já acontece nos outros festivais Eurovisão.

## Participações Individuais
Durante cerca de 5/6 meses, todos os países têm que escolher os seus representantes, assim como as músicas que os mesmos irão interpretar em Kiev. Para realizar tal seleção, cada país utilizou o seu próprio processo de selecção. Alguns optam pela selecção interna, que consiste na televisão oficial do país fazer a escolha. Pode seleccionar o artista e música, ou apenas o artista, ficando a escolha da música a cargo dos espectadores. Outros países (a maioria) utilizam um método semelhante ao formato do ESC para seleccionar o representante.
Predefinição:Participações Individuais ESCJ2009

## Países participantes

Países Participantes
Países que participaram no passado mas não neste ano

A EBU anunciou a lista oficial completa de todos os países que participariam no Festival Eurovisão da Canção Júnior, a 8 de Junho de 2009. Treze países competiram no concurso, com a Suécia a regressar após um ano de ausência no festival, e a Grécia, a Lituânia e a Bulgária a saírem do festival. A Grécia abandona o concurso após cinco anos de participações por causa dos seus baixos shares na transmissão deste evento e em objecção à utilização de crianças, além de resultados muito ruins. A Lituânia desistiu da competição, derivado a dificuldades financeiras, que a televisão do país atravessava. Por sua vez, a Bulgária não confirmou oficialmente que não participaria na edição de 2009, no entanto, o país não aparece na lista de participantes da EBU, a qual já não poderá contar com mais nenhum país, visto o tempo de inscrição já ter acabado, por isso a Bulgária boicotou a edição 2009, mas sem confirmação oficial. A 3 de Outubro de 2009, todos os países tinham os seus representantes seleccionados, tendo sido Chipre o último país a escolher um representante. A ordem de actuação atribuída a cada país, será determinada através de um sorteio, tal como ocorreu em anos anteriores. O sorteio decorrerá durante o encontro entre a União Europeia de Rádiodifusão e os directores de cada delegação participante no Festival Eurovisão da Canção Júnior 2009, entre 12 e 13 de Outubro de 2009. Durante o encontro de 12 de Outubro, todas as 13 canções concorrentes na Eurovisão Júnior 2009, foram apresentadas oficialmente à EBU. Com a revelação do formato final do palco para a edição de 2009, a 13 de Outubro de 2009 (e a ordem de apresentação nesse mesmo dia), os representantes de cada país puderam começar então a preparar as suas actuações para apresentarem a 21 de Novembro, dia da final do festival. Durante os dias 22 e 23 de Outubro de 2009, ficaram a ser conhecidos os principais apresentadores do evento, assim como os intervenientes na abertura do festival e no intervalo do mesmo. Durante a mesma semana, alguns países lançaram o videoclip da sua música a concurso, como acontece na Eurovisão Sénior. Na entrada do mês de Novembro, a duas semanas da chegada dos concorrentes a Kiev, foram apresentados a maioria dos comentadores e porta-vozes de cada país. No entanto existiu a hipótese de o festival ser adiado ou realizado à porta fechada, devido ao surto de Gripe A/H1N1 na Ucrânia (porém, até 2 de Novembro, não havia sido registado nenhum caso em Kiev). A 5 de Novembro de 2009, foi confirmada a realização do evento no dia agendado, mas com várias medidas de precaução. Nesta edição foi apresentada a 100ª canção representante no Festival Eurovisão da Canção Júnior. Esta honra coube a Luara Hayrapetyan, com a sua canção "Barcelona" (Բարցելոնա), a representar a Arménia. O vencedor da sétima edição do festival acabou por ser a Holanda.
| País               | Título original da Canção                                      | Artista                  | Processo                                   | Data da Selecção       |
| País               | Tradução em Português                                          | Idiomas de Interpretação | Processo                                   | Data da Selecção       |
| ------------------ | -------------------------------------------------------------- | ------------------------ | ------------------------------------------ | ---------------------- |
| Arménia            | "Barcelona" (Բարցելոնա)                                        | Luara Hayrapetyan        | Final Nacional de 2009                     | 12 de Julho de 2009    |
| Arménia            | Barcelona                                                      | Armeniano                | Final Nacional de 2009                     | 12 de Julho de 2009    |
| Bélgica            | "Zo Verliefd"                                                  | Laura Omloop             | Junior Eurosong 2009                       | 26 de Setembro de 2009 |
| Bélgica            | Tão Apaixonada                                                 | Neerlandês               | Junior Eurosong 2009                       | 26 de Setembro de 2009 |
| Bielorrússia       | "Volshebniy Krolik" (Волшебный кролик)                         | Yuriy Demidovich         | Final Nacional de 2009                     | 10 de Setembro de 2009 |
| Bielorrússia       | Coelho Mágico                                                  | Bielorrusso              | Final Nacional de 2009                     | 10 de Setembro de 2009 |
| Chipre             | "Thalassa, elios, aeras, fotia" (Θάλασσα, ήλιος, αέρας, φωτιά) | Rafaella Costa           | Final Nacional de 2009                     | 3 de Outubro de 2009   |
| Chipre             | Mar, Sol, Ar, Fogo                                             | Grego                    | Final Nacional de 2009                     | 3 de Outubro de 2009   |
| Geórgia            | "Lurji prinveli" (ლურჯი ფრინველი)                              | Princesses               | Final Nacional de 2009                     | 26 de Setembro de 2009 |
| Geórgia            | O pássaro azul                                                 | Georgiano                | Final Nacional de 2009                     | 26 de Setembro de 2009 |
| Malta              | "Double Trouble"                                               | Francesca & Mikaela      | Junior Eurosong '09                        | 12 de Setembro de 2009 |
| Malta              | Encrenca em Dobro                                              | Inglês                   | Junior Eurosong '09                        | 12 de Setembro de 2009 |
| Macedónia do Norte | "Za ljubovta"                                                  | Sara Markoska            | Final Nacional de 2009                     | 26 de Setembro de 2009 |
| Macedónia do Norte | Por Amor                                                       | Macedónio                | Final Nacional de 2009                     | 26 de Setembro de 2009 |
| Países Baixos      | "Click-Clack"                                                  | Ralf Mackenbach          | Junior Songfestival 2009                   | 3 de Outubro de 2009   |
| Países Baixos      | Click-Clack                                                    | Neerlandês               | Junior Songfestival 2009                   | 3 de Outubro de 2009   |
| Roménia            | "Ai puterea în mâna ta"                                        | Ioana Bianca Anuţa       | Final Nacional de 2009                     | 20 de Setembro de 2009 |
| Roménia            | O poder está na tua mão                                        | Romeno                   | Final Nacional de 2009                     | 20 de Setembro de 2009 |
| Rússia             | "Malenkiy prints" (Маленький принц)                            | Ekaterina Ryabova        | Russia Junior Eurovision Song Contest 2009 | 31 de Maio de 2009     |
| Rússia             | O Princepezinho                                                | Russo                    | Russia Junior Eurovision Song Contest 2009 | 31 de Maio de 2009     |
| Sérvia             | "Onaj pravi" (Онай прави)                                      | Ništa lično              | Final Nacional de 2009                     | 19 de Setembro de 2009 |
| Sérvia             | Aquele mesmo                                                   | Sérvio                   | Final Nacional de 2009                     | 19 de Setembro de 2009 |
| Suécia             | "Du"                                                           | Mimmi Sandén             | Selecção Interna de 2009                   | 26 de Setembro de 2009 |
| Suécia             | Tu                                                             | Sueco                    | Selecção Interna de 2009                   | 26 de Setembro de 2009 |
| Ucrânia            | "Tri topoli, tri surmy" (Три тополі, три сурми)                | Andranik Alexanyan       | Final Nacional de 2009                     | 14 de Junho de 2009    |
| Ucrânia            | Três choupos, três trompetes                                   | Ucraniano                | Final Nacional de 2009                     | 14 de Junho de 2009    |

## Organização
Uma vez concluídas as selecções internas de cada país em relação ao seu representante, a 12 de Outubro de 2009, os 13 países à excepção da Suécia, da Macedónia e da Ucrânia, foram divididos em dois potes, para que se realiza-se um sorteio onde se determinará a ordem de apresentação das canções em cada parte do festival.

### Sorteio para as actuações
Os apresentadores do evento do sorteio foram Marietta e Timur Miroshnichenko. A 13 de Outubro de 2009, todos os 10 países que não foram colocados a 12 de Outubro, foram separados da seguinte maneira:
| Pote 1                                          | Pote 2                                                    |
| ----------------------------------------------- | --------------------------------------------------------- |
| - Arménia - Geórgia - Roménia - Rússia - Sérvia | - Bélgica - Bielorrússia - Chipre - Países Baixos - Malta |

### Participantes nas metades do festival
Depois do sorteio, os países a actuarem na primeira parte do festival e segunda foram:
| 1º parte                                                                 | 2º parte |
| ------------------------------------------------------------------------ | --- |
| 1. Suécia · 2. Rússia · 3. Arménia · 4. Roménia · 5. Sérvia · 6. Geórgia | 7. Países Baixos · 8. Chipre · 9. Malta · 10. Ucrânia · 11. Bélgica · 12. Bielorrússia · 13. Macedónia do Norte |

### Ordem de entrada
A ordem de entrada dos países, no festival, foi escolhida/sorteada, entre 12 de Outubro e 13 de Outubro de 2008, numa reunião com os altos responsáveis do Festival e da EBU.

## Eurovision Week
A Eurovision Week (ou Semana Eurovisão), é a famosa semana em que decorre o evento Eurovisão em questão. Para 2009, Victoria Romanova, Manager de Eventos pela NTU, apresentou a Casa Ucraniana como sede local para a festa de boas-vindas da Eurovisão Júnior 2009, a ter lugar no dia 16 de Novembro de 2009, segunda-feira, pelas 19:00 locais. A famosa after-party (depois da festa) terá lugar no hotel onde as delegações de cada país estarão alojadas. Durante o resto da semana ocorrerão outras festas, assim como os ensaios para o festival.

### Ensaios
Com o início dos trabalhos a 16 de Novembro de 2009, todos os representantes, entre as 08:00 e as 16:00, gravaram os postcards, que introduzirão as suas entradas em palco, no dia do festival. No segundo dia da semana da Eurovisão, ocorreram os primeiros ensaios para a final. Os ensaios decorreram da mesma maneira que correm os da Eurovisão sénior, aproximando cada vez mais estes dois festivais. Para se acompanhar tudo o que acontece em Kiev, a junioreurovision.tv criou um canal onde se podem acompanhar os ensaios, assim como a televisão ucraniana que criou um outro canal para o acompanhamento dos ensaios. Durante o terceiro dia de ensaios, apenas sete países ensaiaram, entre eles estavam a Suécia, a Rússia, Arménia, Roménia, Sérvia, Geórgia e Holanda. No final dos ensaios destes sete países, foi a vez de ser ensaiado o acto que irá fazer o intervalo no festival, no entanto, este ensaio decorreu à porta fechada. No quarto dia, foi a vez dos restantes seis países ensaiarem, assim como os actos de abertura e dos intervalos. No final deste dia, todos os países haviam já ensaiado duas vezes para a sétima edição da Eurovisão Júnior. No quinto dia, dia 20 de Novembro de 2009, véspera da final, ocorrerão dois ensaios gerais, um de manhã e outro de tarde. No dia do próprio festival, será realzado mais um ensaio geral, tal como acontece na Eurovisão sénior.

### Celebrações
A primeira celebração da Eurovisão Júnior 2009, ocorreu no primeiro dia da semana eurovisiva, 16 de Novembro, com a festa de boas vindas, na Casa Ucraniana. Durante a cerimónia de abertura, que coincidiu com o aniversário da televão ucraniana, discursou o presidente da cadeia televisiva, o presidente da EBU e a Primeira Ministra da Ucrânia, Iúlia Timochenko. Uma das artistas convidadas foi Victoria Petryk, representante da Ucrânia em 2008, que interpretou um tema seu ao lado da Primeira Ministra ucraniana e do presidente da telavisão ucraniana. Depois de interpretar duas músicas de sua autoria, Victoria, interpretou  "Simply the best", da cantora Tina Turner. Seguidamente interpretou "You Are Not Alone", de Michael Jackson, na sua versão original e em ucraniano. Seguidamente foi lida uma carta (pelo presidente da televisão ucraniana) enviada pela Presidente da Ucrânia Viktor Yushchenko. Posteriormente, foi a vez do presidente do comité de organização do festival discursar. Posto isto, cada um dos treze países a concurso actuou no palco da Casa da Ucrânia, pela ordem que aparecerão na final do concurso, sábado, dia 21 de Novembro de 2009. No segundo dia, a festa voltou a ocorrer na Casa Ucraniana, onde os jovens artistas dançaram numa espécie de discoteca, músicas ucranianas (desde folk a pop), assim como músicas que já representaram o país na Eurovisão anteriormente. Durante o evento no Euroclub foi apresentado um quadro dedicado à Eurovisão Júnior 2009, com a contribuição de todos os artistas representantes. Ainda na mesma festa, um grupo de seis raparigas romenas, dançou "I like to move it", do filme Madagáscar. Posteriormente todos os concorrentes aprenderam a dança com as bailarinas que a tinham dançado anteriormente. A noite continuou com o Euroclub transformado numa discoteca apenas para os artistas provenientes de treze países diferentes da Europa, onde foi possível ouvir alguns remixs oficiais das músicas a concurso. Ao terceiro dia, os seis países que não ensaiaram tiveram direito a uma excursão pela cidade de Kiev. À tarde, como nos outros dias, a festa continuou no Euroclub. O quarto dia em Kiev, foi novamente marcado pela escursão efectuada pelos sete países que haviam ensaiado no dia anterior, e a noite voltou a estar centralizada na Casa Ucraniana, onde se ouviu música tradicional ucraniana.

## Festival
A final do Festival Eurovisão da Canção Júnior 2009, realizar-se-à em Kiev, na Ucrânia, dia 21 de Novembro de 2009. 13 países apresentarão cada um apenas uma música, com duração máxima de três minutos cada. Depois das apresentações musicais, serão dados quinze minutos para a realização da votação por toda a Europa (países participantes). No final deste quarto de hora, acontecerá um intervalo, com actuação por revelar. Posteriormente, Kiev "ligar-se-à" a todos os países participantes, para se saberem as pontuações atribuídas por cada país. No fim, o vencedor é anunciado, e tem o direito de voltar a interpretar a sua actuação na integra. A 12 de Outubro de 2009, o director do espetáculo Oleksiy Hetchikov apresentou mais detalhes dos festival, tal como o espetáculo de abertura deste, composto pelo Ballet de crianças A6 com o Jazz-Step Dance Class de Volodymyr Shpudeyko e por uma dança desportiva de crianças a dançar ensemble Pulse com os jovens acrobatas Karyn Rudnycka e Yuriy Kuzynsky a acompanhar (estes dois acrobatas também acompanharão os artistas em palco). No entanto para a actuação do intervalo, a NTU acordou com Ani Lorak, que esta actuaria durante o intervalo, possívelmente interpretando a sua música, que levou à Eurovisão em 2008, "Shady Lady". A 13 de Outubro de 2009, foi sorteada a ordem para a actuação para os 13 países na final O festival irá para o ar às 20:00 na Hora Central Europeia (em Portugal, 19:00). Duas horas depois do início do evento, era conhecido o vencedor. A Holanda venceria a edição de 2009 da Eurovisão Júnior.
| #   | País               | Língua      | Artista             | Canção                                                         | Tradução para Português      | Pontuação | Lugar |
| --- | ------------------ | ----------- | ------------------- | -------------------------------------------------------------- | ---------------------------- | --------- | ----- |
| 1º  | Suécia             | Sueco       | Mimmi Sandén        | "Du"                                                           | Tu                           | 68        | 6º    |
| 2º  | Rússia             | Russo       | Ekaterina Ryabova   | "Malenkiy Prints" (Маленький принц)                            | O Princepezinho              | 116       | 3º    |
| 3º  | Arménia            | Armênio     | Luara Hayrapetyan   | "Barcelona" (Բարցելոնա)                                        | Barcelona                    | 116       | 2º    |
| 4º  | Roménia            | Romeno      | Ioana Bianca Anuţa  | "Ai puterea în mâna ta"                                        | O poder está na tua mão      | 19        | 13º   |
| 5º  | Sérvia             | Sérvio      | Ništa lično         | "Onaj pravi" (Онай прави)                                      | Aquele mesmo                 | 34        | 10º   |
| 6º  | Geórgia            | Georgiano   | Princesses          | "Lurji prinveli" (ლურჯი ფრინველი)                              | O Pássaro Azul               | 68        | 7º    |
| 7º  | Países Baixos      | Neerlandês  | Ralf Mackenbach     | "Click-Clack"                                                  | Click-Clack                  | 121       | 1º    |
| 8º  | Chipre             | Grego       | Rafaella Costa      | "Thalassa, elios, aeras, fotia" (Θάλασσα, ήλιος, αέρας, φωτιά) | Mar, Sol, Ar, Fogo           | 32        | 11º   |
| 9º  | Malta              | Inglês      | Francesca & Mikaela | "Double Trouble"                                               | Encrenca em Dobro            | 55        | 8º    |
| 10º | Ucrânia            | Ucraniano   | Andranik Alexanyan  | "Tri topoli, tri surmy" (Три тополі, три сурми)                | Três choupos, três trompetes | 89        | 5º    |
| 11º | Bélgica            | Neerlandês  | Laura Omloop        | "Zo Verliefd"                                                  | Tão Apaixonada               | 113       | 4º    |
| 12º | Bielorrússia       | Bielorrusso | Yuriy Demidovich    | "Volshebniy Krolik" (Волшебный кролик)                         | Coelho Mágico                | 48        | 9º    |
| 13º | Macedónia do Norte | Macedónio   | Sara Markovska      | "Za ljubovta"                                                  | Por Amor                     | 31        | 12º   |

### Tabela de Votações
| #        | Países Votantes    | Países Pontuados | Países Pontuados | Países Pontuados | Países Pontuados | Países Pontuados | Países Pontuados | Países Pontuados   | Países Pontuados | Países Pontuados | Países Pontuados | Países Pontuados | Países Pontuados | Países Pontuados |
| #        | Países Votantes    | Arménia          | Bélgica          | Bielorrússia     | Chipre           | Geórgia          | Malta            | Macedónia do Norte | Países Baixos    | Roménia          | Rússia           | Sérvia           | Suécia           | Ucrânia          |
| -------- | ------------------ | ---------------- | ---------------- | ---------------- | ---------------- | ---------------- | ---------------- | ------------------ | ---------------- | ---------------- | ---------------- | ---------------- | ---------------- | ---------------- |
| 3        | Arménia            |                  | 7                | 1                | 2                | 6                | 4                |                    | 8                |                  | 10               | 3                | 5                | 12               |
| 11       | Bélgica            | 10               |                  | 4                | 2                | 5                | 6                | 1                  | 12               |                  | 8                |                  | 7                | 3                |
| 12       | Bielorrússia       | 8                | 6                |                  | 3                | 2                | 4                |                    | 7                |                  | 12               | 1                | 5                | 10               |
| 8        | Chipre             | 12               | 6                | 1                |                  | 7                | 4                |                    | 8                |                  | 10               | 3                | 2                | 5                |
| 6        | Geórgia            | 12               | 6                | 5                | 1                |                  | 4                |                    | 8                |                  | 7                | 2                | 3                | 10               |
| 9        | Malta              | 6                | 12               |                  | 1                | 10               |                  | 3                  | 8                | 2                | 7                |                  | 5                | 4                |
| 13       | Macedónia do Norte | 1                | 12               | 6                |                  |                  | 2                |                    | 10               | 3                | 7                | 4                | 8                | 5                |
| 7        | Países Baixos      | 10               | 12               | 3                |                  | 4                | 8                | 2                  |                  | 1                | 7                |                  | 6                | 5                |
| 4        | Roménia            | 6                | 5                |                  | 1                | 7                | 4                |                    | 12               |                  | 8                | 3                | 2                | 10               |
| 2        | Rússia             | 12               | 10               | 6                | 3                | 5                | 2                |                    | 8                |                  |                  | 1                | 4                | 7                |
| 5        | Sérvia             | 7                | 12               | 3                |                  | 1                | 4                | 6                  | 8                |                  | 10               |                  | 5                | 2                |
| 1        | Suécia             | 10               | 8                |                  | 7                | 3                |                  | 5                  | 12               | 1                | 6                | 2                |                  | 4                |
| 10       | Ucrânia            | 10               | 5                | 7                |                  | 6                | 1                | 2                  | 8                |                  | 12               | 3                | 4                |                  |
| Desfecho |                    |                  |                  |                  |                  |                  |                  |                    |                  |                  |                  |                  |                  |                  |
| Total    | 2º                 | 4º               | 9º               | 11º              | 7º               | 8º               | 12º              | 1º                 | 13º              | 3º               | 10º              | 6º               | 5º               |                  |
| Lugar    | 116                | 113              | 48               | 32               | 68               | 55               | 31               | 121                | 19               | 116              | 34               | 68               | 89               |                  |
| #        | Países Votantes    | Arménia          | Bélgica          | Bielorrússia     | Chipre           | Geórgia          | Malta            | Macedónia do Norte | Países Baixos    | Roménia          | Rússia           | Sérvia           | Suécia           | Ucrânia          |
| #        | Países Votantes    | Países Pontuados |                  |                  |                  |                  |                  |                    |                  |                  |                  |                  |                  |                  |

     Vencedor
     2.º lugar
     3.º lugar
     Regra de um país não poder votar em si próprio
     0 (zero) pontos
     Passou à final
     Apurado pelo júri para a final
     Passaria/ganharia à final só com televoto
     Passaria à final/ganharia só com júri
     Não passaria à final/não ganharia só com televoto 
     Não passaria à final/não ganharia só com júri
     Pontuação nula ("null points")
Negrito + itálico Pontuação dos países apurados/dos três primeiros na final
Negrito Pontuação mais alta do parcial júri ou televoto (e a pontuação individual 12)

### 12 pontos
| N. | Nação que recebe | Nação votante                                    |
| -- | ---------------- | ------------------------------------------------ |
| 5  | Bélgica          | Países Baixos, Macedónia do Norte, Malta, Sérvia |
| 4  | Países Baixos    | Bielorrússia, Roménia, Suécia, Bélgica           |
| 4  | Arménia          | Chipre, Geórgia, Rússia                          |
| 3  | Rússia           | Bielorrússia, Ucrânia                            |
| 2  | Ucrânia          | Arménia                                          |

## Cobertura Televisiva
Os canais de televisão responsáveis pela difusão do concurso via televisão, foram as seguintes cadeias televisivas:
| - ARMTV - VRT - BTRC - CyBC - GPB | - MKRTV - PBS - AVRO - TVR - RTR | - RTS - TV4 - NTU |

Legenda:
| - Transmitiu a final em directo | - Transmitiu a final noutro horário |

### Cobertura televisiva pelo mundo
Para além dos países participantes, mais algumas televisões de países não participantes transmitirão o festival. São elas:
- Austrália

A Austrália voltará a transmitir o Festival Eurovisão da Canção Júnior, através da Special Broadcasting Service (SBS).
- Azerbaijão

O Azerbaijão irá transmitir o festival, através do canal televisivo İctimai TV
- Bósnia e Herzegovina

Apesar de não participar no festival, nem nunca o ter feito, a Radio-televizija Bosne i Hercegovine (BHRT), irá transmitir pela primeira vez o festival. O evento será emitido em directo, sábado dia 21 de Novembro de 2009 O país assitirá ao evento, que será comentado ao vivo por Dejan Kukric. Com esta medida, a Bósnia e Herzegovina tornou-se um possível estreante na próxima edição do Festival Eurovisão da Canção Júnior.
- Chipre

Chipre irá transmitir o festival via satélite, no seu canal CyBC Internatinal
- Rússia

A Rússia irá transmitir o festival via satélite, no seu canal RTR International

### Cobertura televisiva via internet
O site oficial do Festival Eurovisão da Canção, eurovision.tv, também irá transmitir o espetáculo em directo para todo o Mundo (mas sem qualquer tradução, ou número de telefone para votação). Só o site da Eurovisão, recebeu mais de um milhão de visitas durante o festival, o que comprova uma grande audiência do festival via internet.
| - junioreurovision.tv | - Ucrânia 1TV - Live JESC 2009 |

| País               | Comentador(es)                  |
| ------------------ | ------------------------------- |
| Arménia            | Gohar Gasparyan                 |
| Bélgica            | Ben Roelants & Kristiene Maes   |
| Bielorrússia       | Denis Kuryan                    |
| Chipre             | Kiriakos Pastidis               |
| Geórgia            | Sophia Avtunashvili             |
| Países Baixos      | Sipke Jan Bousema               |
| Macedónia do Norte | Dime Dimitrovski                |
| Malta              | Valerie Vella                   |
| Roménia            | Ioana Isopescu & Alexandru Nagu |
| Rússia             | Olga Shelest                    |
| Sérvia             | Dusca Vucinic-Lucic             |
| Suécia             | Johanna Karlsson                |
| Ucrânia            | Mariya Orlova                   |

| País               | Porta Voz(es)     |
| ------------------ | ----------------- |
| Arménia            | Razmik Aghajanyan |
| Bélgica            | Oliver            |
| Bielorrússia       | Arina Aleshkevich |
| Chipre             | Yorgos Ionnides   |
| Geórgia            | Ana Davitaia      |
| Países Baixos      | Marissa           |
| Macedónia do Norte | Jovana Krstevska  |
| Malta              | Daniel Testa      |
| Roménia            | Iulia Ciobanu     |
| Rússia             | Philip Mazurov    |
| Sérvia             | Nevena Bozovic    |
| Suécia             | Elise Mattisson   |
| Ucrânia            | Marietta          |

## Produtos oficiais
A 13 de Novembro de 2009, foi lançado um duplo CD, com as treze canções a concurso. O CD custa 19,95 euros, e pode ser adquirido na loja da Eurovisão on-line.

## Curiosidades e controvérsias

### Gripe A/H1N1

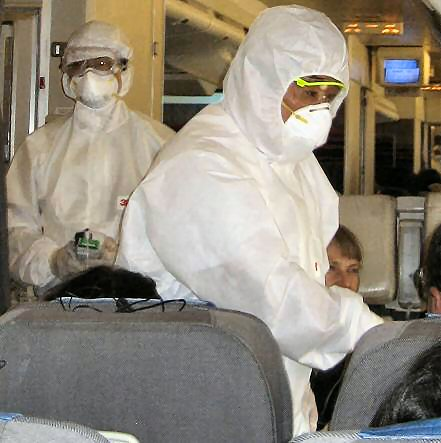
Inspectores chineses a averiguar se existe algum caso de gripe num avião.

No dia 31 de Outubro de 2009, o Governo da Ucrânia declarou emergência nacional, e colocou nove regiões da Ucrânia em quarentena, não podendo ninguém entrar nem sair dessas mesmas regiões, devido à Gripa A. Para além disso, todas as escolas do país e todos os eventos/reuniões públicas foram cancelados por três semanas. Alguns dos principais eventos cancelados, são todos os jogos de futebol da primeira e segunda liga ucraniana. Como tal, também esteve em hipótese que o Festival Eurovisão da Canção 2009 fosse adiado. A Natsionalna Telekompaniya Ukraïny (NTU), televisão organizadora do evento, declarou que o festival manter-se-ia na mesma data, e entrou em conversações com a União Europeia de Radiodifusão (EBU) para discutir o assunto, ao qual a EBU respondeu que o festival se deveria concretizar, até porque as três semanas acabam precisamente um dia antes do evento eurovisivo. No entanto, o desenvolvimento da epidemia encontra-se a ser monetorizado constantemente, e caso haja um agravamento neste assunto, a EBU terá que tomar previdências, tendo apenas duas opções: o adiamento do festival, ou a realização do mesma à porta fechada, apenas transmitindo-o por televisão. No dia 1 de Novembro, as autoridades ucranianas afirmaram que poderiam vir a ter que tomar medidas drásticas no concurso. A 4 de Novembro, o Gabinete de Ministros da Ucrânia, efectuará uma reunião dedicada à Gripe A. Neste reunião estarão presentes os responsáveis pela televisão ucraniana e os responsáveis pelo festival, onde serão feitas sugestões e decididas as medidas e procedimentos a tomar no festival. Um comunicado será mais tarde feito pelo Ministro da Saúde, Vasyl Knyazevich, pelo Vice Primeiro-Ministro Ivan Vasyunyk, juntamente com o director do Comité Estatal de televisão, a Radio Oleg Nalyvaiko, e o presidente da televisão nacional ucraniana responsável pelo evento, Vasily Ilaschuck. Fase aos recentes eventos, várias delegações já demonstraram as suas preocupações com a situação, e encontram-se atentos a todos os desenvolvimentos da situação, de lembrar que a época da Eurovisão Júnior 2009, vai de 15 a 22 de Novembro de 2009. No dia da reunião, foram efectuadas declarações no âmbito de que as decisões finais seriam tomadas no dia 5 ou 6 de Novembro, pelo Governo Ucraniano e pela televisão do país. No entanto, uma decisão primária que saiu da reunião, foi que os preparativos para o evento não deveriam parar, até porque 95% do trabalho já estava concluído, e no dia 5 chegaria o primeiro camião com as infra-estruturas à arena do festival. E constatou que tinham sido feitas várias propostas à NTU, entre elas a possibilidade de realizar o evento à porta fechada, sem audiência ao vivo. A 5 de Novembro de 2009, foi confirmado pela Gabinete de Ministros, que o evento decorreria como programado, entre 15 e 22 de Novembro. No entanto, serão tomadas várias medidas de prevenção, como a instalação de centros médicos em todos os locais onde as crianças e respectivas delegações vão estar. Além desta medida, o Hotel Rus onde ficarão instaladas as treze delegações tomará medidas extras de prevenção, que começarão a ser postas em prática dia 12 de Novembro de 2009, dia em que chega a Kiev a primeira das treze delegações. Aé à data, também foi frisado que nenhum país havia desistido do festival devido à epidemia. A 17 de Novembro de 2009, será tomada a decisão se haverá uma audiência ao vivo durante o festival, até lá, a EBU continuará a venda de bilhetes e reservas. Durante os ensaios, nos bastidores e na plateia já durante o evento, foi possível observar várias crianças e adultos a utilizarem máscaras de protecção para a gripe.

### Plantação de árvores
No dia 21 de Novembro de 2009, dia da final do festival, foram plantadas várias árvores simbólicas, no Vale Eurovisão, sitiado em redor da fonte localizada à frente do Palácio dos desportos. Cada país e apresentador teve direito a uma árvore própria, com uma tabuleta à frente da mesma, que contém os nomes dos representantes e outros factores simbólicos do evento. As árvores foram plantadas ao som da música oficial do Festival Eurovisão da Canção Júnior 2009.

### Notícias (oficial)
- «Site oficial do Festival Eurovisão da Canção Júnior»
- «ESCKaz (página da Eurovisão Júnior)»
- «Site Oikotimes, noticias sobre a Eurovisão, o mais lido em Portugal»
- «Site EscToday, noticias sobre a eurovisão»
- «Site Português, noticias sobre a eurovisão» Arquivado em 28 de maio de  2009, no Wayback Machine.
- «Esctime, noticias sobre o tema»
- «Noticias do festival pelo site Eurovisionary» Arquivado em 30 de junho de  2009, no Wayback Machine.
- «The Land Of The Sea, site português com notícias»

### Festival 2009
- «Site oficial da televisão ucraniana» Arquivado em 2 de março de  2020, no Wayback Machine.